# Nesodaktyl
Nesodaktyl (Nesodactylus hesperius) – pterozaur z rodziny Rhamphorhynchidae
Żył w okresie późnej jury (ok. 160-155 mln lat temu) na terenach Ameryki Środkowej. Długość ciała ok. 60 cm, rozpiętość skrzydeł ok. 1 m, masa ok. 2 kg. Jego szczątki znaleziono na Kubie (w prowincji Pinar del Río).
Jego szczątki odkryto w amerykańskim laboratorium, w latach 60. XX wieku, jako pozostałości po rozpuszczeniu skały wapiennej w kwasie.